# Álmos
Álmos (aprox. 820 - 895) fou el primer gran príncep magiar, pare d'Árpád d'Hongria, qui va conduir els hongaresos a Europa des d'Àsia a les acaballes del segle ix.

## Biografia
Segons les cròniques hongareses, Álmos era fill del príncep Ügyek i d'Emesse. La tradició hongaresa estableix que Álmos fou escollit líder suprem dels hongaresos després d'un jurament conegut com a pacte de sang. Álmos va governar els magiars entre el 858 i el 895, i va conduir-los a través d'Euràsia fins als Carpats, on, a la regió de Transsilvània, va celebrar-se una cerimònia religiosa pagana. Segons la tradició hongaresa, va oferir-se voluntàriament i va lliurar el comandament al seu fill Árpád, qui va guiar els hongaresos als territoris de la conca pannònica el 896.
Segons les llegendes, Álmos va néixer després que el Turul -l'au mítica del paganisme hongarès- s'hagués aparegut a Emesse, mare del príncep, augurant grans èxits futurs per a ell i per als seus descendents.
| Precedit per: Ügyek | Príncep d'Hongria 858–895 | Succeït per: Árpád d'Hongria |